# Svezia ai Giochi della XXVIII Olimpiade
La Svezia partecipò ai Giochi della XXVIII Olimpiade, svoltisi ad Atene, Grecia, dal 13 al 29 agosto 2004, con una delegazione di 115 atleti impegnati in venti discipline.

## Risultati

### Calcio
- Donne

| Atleta | Classifica |                   |
| --- | --- | ----------------- |
| V · D · M Nazionale svedese femminile · Calcio ai Giochi Olimpici Estivi 2004 1 Jönsson · 2 Westberg · 3 Törnqvist · 4 Marklund · 5 Bengtsson · 6 Moström · 7 Larsson · 8 Östberg · 9 Andersson · 10 Ljungberg · 11 Svensson · 12 Öqvist · 13 Schelin · 14 Fagerström · 15 Sjögran · 16 Olsson · 17 Sjöström · 18 Lindahl · CT : Domanski-Lyfors | 4° |                   |
| Nazionale svedese femminile · Calcio ai Giochi Olimpici Estivi 2004 | |                   |
| 1 Jönsson · 2 Westberg · 3 Törnqvist · 4 Marklund · 5 Bengtsson · 6 Moström · 7 Larsson · 8 Östberg · 9 Andersson · 10 Ljungberg · 11 Svensson · 12 Öqvist · 13 Schelin · 14 Fagerström · 15 Sjögran · 16 Olsson · 17 Sjöström · 18 Lindahl · CT: Domanski-Lyfors                                                                                | 1 Jönsson · 2 Westberg · 3 Törnqvist · 4 Marklund · 5 Bengtsson · 6 Moström · 7 Larsson · 8 Östberg · 9 Andersson · 10 Ljungberg · 11 Svensson · 12 Öqvist · 13 Schelin · 14 Fagerström · 15 Sjögran · 16 Olsson · 17 Sjöström · 18 Lindahl · CT: Domanski-Lyfors | Svezia (bandiera) |